# امادان
اُمادان (به انگلیسی: Ommadawn) سومین آلبوم استودیویی مایک اولدفیلد، موسیقیدان انگلیسی است. این آلبوم وی در اکتبر ۱۹۷۵ توسط کمپانی ویرجین رکوردز پخش شد و بمانند دو آلبوم قبلش، هرجست ریج و زنگ‌های لوله‌ای شامل دو قطعه موسیقی تقریباً بیست دقیقه‌ای است. اولدفیلد در این آلبوم نیز از سازهای سنتی استفاده کرد و باالهام گیری از موسیقی سلتیک و گنجاندن آن در موسیقی انگلیسی به ساخت قطعات پرداخت. استفادهٔ وی از عناصر موسیقی آفریقایی نیز موجب شد تا اُمادان جزو نخستین آلبوم‌های موفق موسیقی ملل در اروپا باشد.
مراحل ضبط آلبوم در خانهٔ خود واقع در هرجست ریج ضبط کرد. او عنوان آلبوم را از ترجمهٔ واژهٔ «Idiot» به برابر ایرلندی‌اش «amadán» انتخاب کرد و سپس آن را به فرم کنونی‌اش نوشته است.

## فهرست آهنگ‌ها
1. «اُمادان، (بخش نخست)»
2. «اُمادان، (بخش دوم)»